# Mina Tannenbaum
Mina Tannenbaum je francouzsko-belgicko-nizozemský hraný film z roku 1994, který režírovala Martine Dugowson podle vlastního scénáře. Snímek měl světovou premiéru dne 2. března 1994.

## Děj
Dvě dívky se narodily 15. dubna 1958 ve stejné nemocnici židovským rodičům. Mina je krátkozraká a od pěti let nosí brýle. Ethel otěhotní v mladém věku a její matka jí zakáže vdat se za goye. Když jim bylo deset let, obě dívky se potkají na lavičce na Montmartru. Stanou se z nich kamarádky. V šestnácti opět sedí na stejné lavičce a povídají si o životě, lidech a lásce. Ve třiceti už nesnesou, když vypadají a mluví stejně o svých životech.

## Obsazení
| Romane Bohringer      | Mina Tannenbaum |
| Elsa Zylberstein      | Ethel Benegui   |
| Florence Thomassin    | sestřenice      |
| Jean-Philippe Écoffey | Jacques Dana    |
| Éric Defosse          | Serge           |
| Nils Tavernier        | François        |
| Stéphane Slima        | Didier          |
| Chantal Krief         | Delsy           |
| Jany Gastaldi         | Gisele          |
| Dumitru Furdui        | Henri           |
| Harry Cleven          | Gerard          |
| Hugues Quester        | Choumachere     |
| Alexandre Von Sivers  | Devas           |
| Artus de Penguern     | Naschich        |